# قرارداد پیام‌گزینی
قرارداد پیام‌گزینی (به انگلیسی: IMAP) یکی از پروتکل‌های نسبتاً جدید مورد استفاده در محیط وب (اینترنت) است. از این پروتکل برای انتقال و ارتباطات چند رسانه‌ای در وب بهره می‌گیرند. به‌طور مثال در سرویس‌های صندوق پست الکترونیکی یا وب سایت‌های جدید که امروزه فایل‌های صوتی و تصویری در آن‌ها به صورت آنلاین Online مورد استفاده قرار می‌گیرند از این پروتکل بهره گرفته‌اند. این پروتکل در لایه کاربردی بر روی port ۱۴۳ قرار دارد و به سرویس گیرنده‌ها اجازه دسترسی به ایمیل بر روی سرویس دهنده از طریق کنترل از راه دور را می‌دهد.

## نسخه اصلی IMAP
نسخه اصلی imap به نام پروتکل دسترسی به میل به‌طور موقت بود که به عنوان سرویس گیرنده xerox lips machine و سرویس دهنده tops-۲۰ تکمیل شد. هیچ کپی از نسخه اول پروتکل دسترسی موقت وجود ندارد و تنظیمات پروتکل نسخه اصلی به imap۲ برگردانده شده‌است، گر چه بعضی از فرمان‌ها وجواب‌ها شبیه به imap۲ است. اما پروتکل دسترسی موقت فاقد فرمان‌ها وپاسخ‌ها است اما با این حال با ترکیب این فرمان‌ها وعلامت‌ها باعث ایجاد یک نسخه از imap شده‌است که سازگار با تمام نسخه‌های imap می‌باشد.

## معایب IMAP
یک سری نقاط ضعف در این پروتکل وجود دارد که باعث افزایش پیچیدگی می‌شود مثلاً دسترسی همزمان چند سرویس گیرنده به یک mail box که این کار توسط سرویس دهنده جانبی مانند (maildir, database) صورت می‌گیرد و باعث رفع و تصحیح ضعف می‌شود. اما در این حالت لازم است که الگوریتم جستجو و ذخیره یک میل بر روی سرویس دهنده با دقت کافی صورت گیرد که سرویس گیرنده نهائی می‌تواند تعداد زیادی از منابع را در زمان جستجوی mail box معرفی کند. سرویس گیرنده imap برای دسترسی به محتوی پیام جدید می‌باید در خواستی را اعلام کنند که این کار باعث افزایش تأخیر در یک ارتباط کند مانند موبایل می‌شود، که برای رفع آن از طرحی به نام push imap را پیشنهاد شد که این طرح به‌طور کلی مورد تأیید قرار نگرفت. بر خلاف بعضی از پروتکل‌های اختصاصی که عمل ارسال و بازیابی را به صورت ترکیبی انجام می‌دادند. ارسال یک پیام و ذخیره‌ای از کپی آن بر روی پوشه‌ای در سرویس دهنده‌های جانبی (server – side) باعث می‌شود که سرویس گیرنده برای انتقال محتوی پیام دو بار درخواست دهد اولی برای smtp ودومی را برای imap جهت ذ خیره و ارسال به پوشه میل است؛ که این مشکل با یک سری تنظیمات مورد تأیید ietf lemonade در مورد قطعات موبایل (urlauth (rfc-۴۴۶۷)، catenate (rfc۴۴۶۹، در (imap burl (rfc۴۴۶۸ در smtp-submission رفع شده‌است. سرویس دهنده‌های pop۳ پوشه‌های سرویس دهندهای جانبی را حمایت نمی‌کنند پس بنابراین این سرویس گیرنده هاحق انتخاب ندارند اما می‌توانند موارد ارسال شده را بر روی سرویس گیرنده ذخیره کند. خیلی از سرویس گیرنده‌های imap می‌توانند پوشه‌های سرویس گیرنده جانبی را برای ذخیره میل‌های ارسال شده قالب بندی کنند. در آخر (lemonade trio) ماهواره مخابراتی سرویس گیرنده میل که کپی فایل‌های ارسال شده را در یک پوشه تحت نام out box ذخیره می‌کند.

## ویژگی‌های imap
در POP۳ پس از دریافت ایمیل‌ها، ایمیل‌ها از روی سرور حذف می‌شود در صورتی که در IMAP اینگونه نیست و ایمیل‌ها پس از دریافت از روی سرور حذف نمی‌شوند. از طریق IMAP این امکان وجود دارد که کاربر بدون دانلود نمودن پیغام از روی سرور درون پیغام‌های خود جستجو انجام دهد، پوشه ایجاد نماید، تغییر نام دهد و Mailbox خود را برای پیغام‌های جدید کنترل نماید. یکی از پر استفاده‌ترین موارد استفاده از IMAP حالت اشتراکی آن است به عنوان مثال در شرکتی که باید چند نفر اجازه دسترسی به پست الکترونیک شرکت را داشته باشند IMAP راه حل مناسبی است.